# Malthonea spinosa
Malthonea spinosa es una especie de escarabajo longicornio del género Malthonea, tribu Desmiphorini, subfamilia Lamiinae. Fue descrita científicamente por Galileo & Martins en 1999.
La especie se mantiene activa durante el mes de abril.

## Descripción
Mide 7,9 milímetros de longitud.

## Distribución
Se distribuye por Colombia.